# استخوان بی‌نام
استخوان بی‌نام، استخوان خاصره، استخوان لگن یا استخوان هیپ، (به انگلیسی: Hip bone) یک استخوان چهارگوش‌مانند نامنظم است که قسمت میانی آن کمی تاب خورده است. دو عدد از این استخوان در بدن وجود دارد؛ یکی در چپ بدن و دیگری در سمت راست که به هم مفصل می‌شوند و کمربند لگنی را تشکیل می‌دهند. 

استخوان‌بندی لگن انسان ۱. استخوان خاجی ۲. استخوان تهیگاهی ۳. استخوان نشیمنگاهی ۴. استخوان شرمگاهی ۵. التصاق شرمگاهی ۶. حفره حقه‌ای ۷. سوراخ سدادی ۸. دنبالچه Red line: Terminal line/pelvic brim

دو استخوان بی‌نام به همراه استخوان خاجی و دنبالچه با یکدیگر لگن خاصره را تشکیل می‌دهند.
استخوان بی‌نام در دوران جنینی از سه قسمت جدا تشکیل شده است:
- استخوان تهیگاهی
- استخوان نشیمنگاهی
- استخوان شرمگاهی

این سه قسمت در حفره حقه‌ای (در نزدیکی قسمت میانی سطح کناری استخوان لگن) به هم اتصال دارند.
این سه قسمت در کودکان توسط غضروف به هم وصل می‌شوند که در افراد بالغ غضروف‌ها طی استخوان‌سازی درون‌غضروفی به استخوان تبدیل شده و لگن خاصره یک‌پارچه و استخوانی می‌گردد. از مجموع دو نیم‌لگن و استخوان خاجی فضایی به وجود می‌آید که به آن لگن خاصره می‌گویند.

## کالبدشناسی

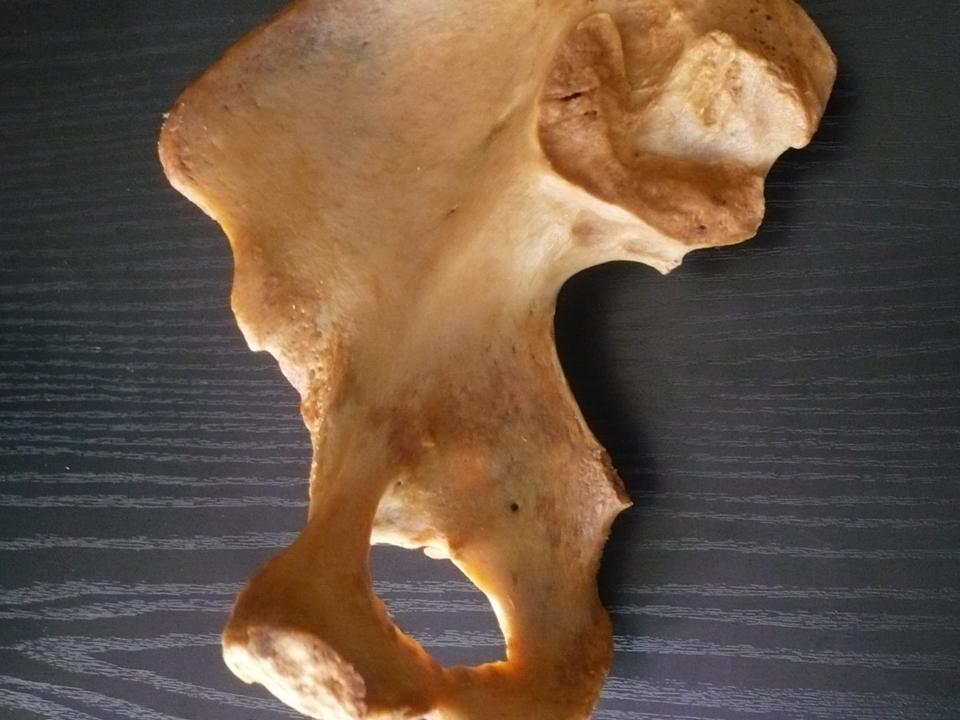
استخوان خاصره انسان (کوکسال)

استخوان خاصره استخوانی است عرضاً مسطح و محیط غیر منظم چهار ضلعی دارد بنابراین دارای یک سطح درونی و یک سطح بیرونی و چهار کنار (قدامی، خلفی، فوقانی، تحتانی) و چهار زاویه (قدامی فوقانی - خلفی فوقانی - قدامی تحتانی - خلفی تحتانی) است.
سطوح: سطح خارجی در وسط حفرهٔ عمیق مفصلی است موسوم به استابولوم (حفره حقه‌ای) که با سر مدور و صاف استخوان ران مفصل ران را تشکیل می‌دهد. حفره حقه‌ای دقیقاً در محل اتصال سه قسمت تهیگاهی (ایلیوم)، نشیمنگاهی (ایسکیوم) و شرمگاهی (پوبیس) استخوان بی‌نام قرار دارد. در بالای حقهٔ سطح پهن و پیچ دار و نسبتاً عمیقی است موسوم به حفرهٔ خارجی خاصره که محل اتصال برخی عضلات ران می‌باشد مقابل با همین حفره در سطح داخلی استخوان حفرهٔ داخلی خاصره است. در پائین حفره، سوراخ بیضی شکل بزرگی است به‌نام سوراخ سدادی واسطهٔ پرده‌ای موسوم به غشاء سدادی پوشیده و مسدود است.
کناره‌ها: مهم‌تر از همه کنار فوقانی است که ستیغ خاصره یا ستیغ تهیگاهی نامیده می‌شود. این بخش از خار خاصره قدامی فوقانی (ASIS) تا خار خاصره خلفی فوقانی (PSIS) امتداد دارد. این کنار پیچدار و شبیه به حرف (S) لاتینی است. در جلو و عقب ضخیم و در وسط نازک می‌باشد. ستیغ به‌خوبی زیر پوست احساس می‌شود و به خط لگنی نیز موسوم است و قسمت‌های طرفی تنه را از اندام تحتانی جدا می‌سازد. در قسمت قدامی کنار تحتانی سطح بیضی شکل مفصلی است که با سطح شبیه بخود از استخوان خاصره طرف دیگر مفصل شده و ارتفاق عانه یا التصاق شرمگاهی را ایجاد می‌کند.
زوایا:
الف - زاویهٔ قدامی فوقانی: برجستگی کوچک صافی است موسوم به خار خاصرهٔ قدامی فوقانی (ASIS) که در زیر پوست محسوس است این برآمدگی برای اندازه گرفتن پا بکار می‌رود و محل اتصال دو عضله بنام خیاطه و «کشنده پهن نیام» می‌باشد، همچنین رباطی موسوم به رباط فالب که قوس ران نیز نامیده می‌شود از خار قدامی فوقانی به‌پایین و داخل کشیده شده و نزدیک به ارتفاق عانه به برجستگی موسوم به خار عانه تمام می‌گردد. این رباط بواسطهٔ نسج سلولی نازکی از پوست جداست و فرورفتگی قوسی شکلی ایجاد می‌کند که حد بین شکم و ران است و کشالهٔ ران نامیده می‌شود.
ب - زاویهٔ خلفی تحتانی: تودهٔ درشتی است موسوم به برجستگی ورکی که ضخیم‌ترین قسمت استخوان است و محل اتصال عضلات خلفی ران می‌باشد.
ج - زاویهٔ خلفی فوقانی یا خار خاصرهٔ خلفی فوقانی در انتهای خلفی ستیغ خاصره و در وسط فرورفتگی کوچک سدادی قرار دارد موسوم به فرورفتگی تحتانی کمر.

## نگارخانه

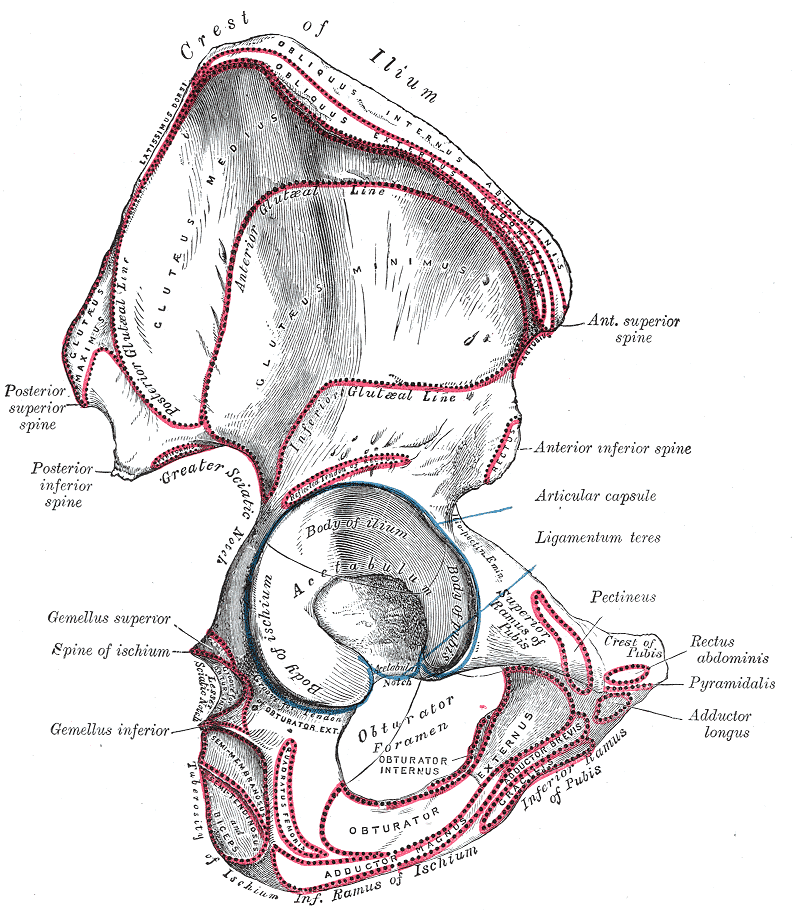
استخوان بی‌نام سمت راست. سطح خارجی.
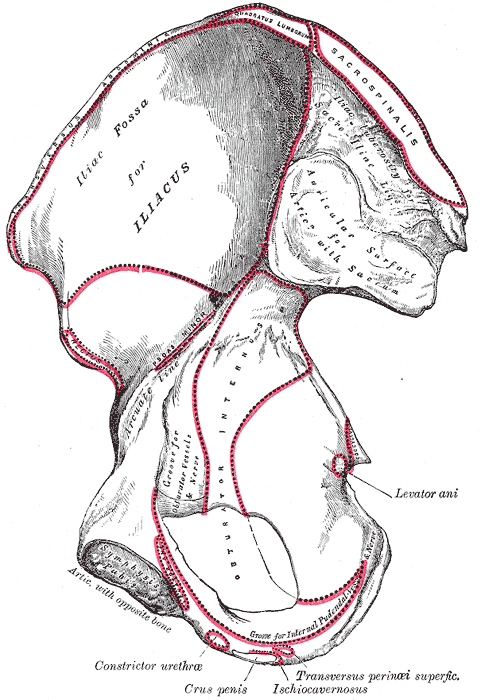
استخوان بی‌نام سمت راست. سطح داخلی.
کمربند لگنی